# Aaron Siskind

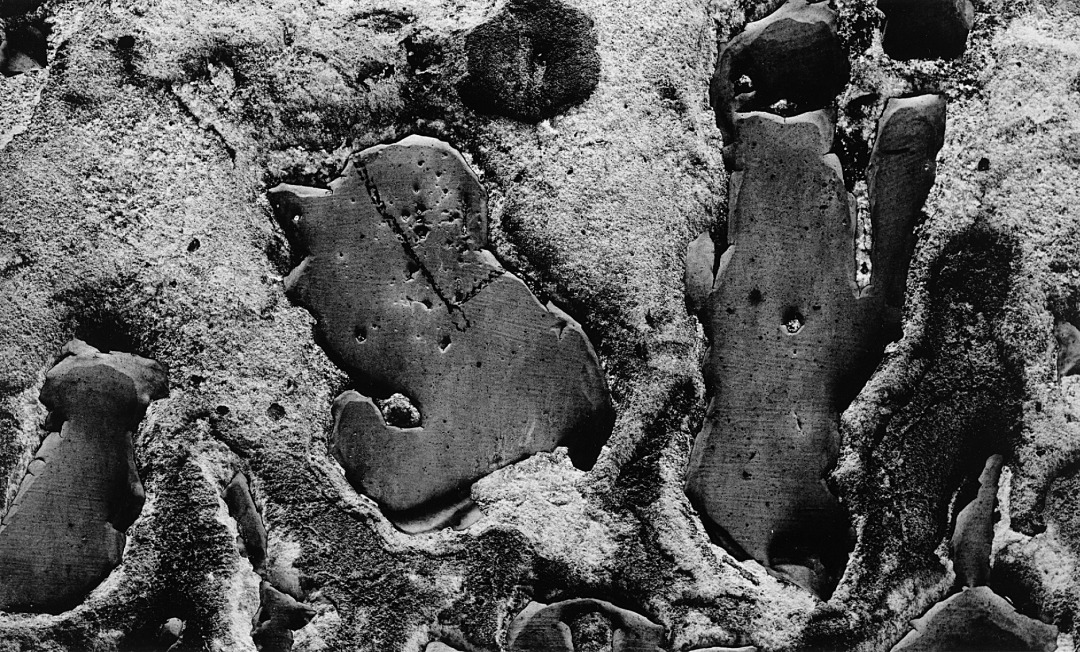
Aaron Siskind: Two "footprints", anonymní dar, sbírka Los Angeles County Museum of Art, 1948

Aaron Siskind (4. prosince 1903 New York – 8. února 1991 Providence) byl americký abstraktní expresionistický fotograf. Dokázal rychle realizovat svůj umělecký potenciál, působil v New Yorku a Chicagu.

## Život a dílo
Siskind se ve svých fotografiích zaměřil na spojení přírody a architektury. Na začátku své kariéry byl členem newyorské skupiny Fotoliga. Při práci v této skupině vypracoval několik významných sociálně zaměřených sérií fotografií ve třicátých letech 20. století. Patří k nim také jeho nejznámější cyklus Harlem Dokument.
V roce 1969 byl jedním ze zakládajících členů Visual Studia Workshopu v Rochesteru. V letech 1971-1976 přednášel fotografii s Harry Callahanem na Rhodeské škole designu v Providence.
Zemřel 8. února 1991 v Providence ve věku 87 let.

## Výstavy
- 1947: První samostatná výstava v Eganově Galerii, New York
- 1951: 9th Street Art Exhibition, New York
- 1965: Siskind Recently, Museum of Modern Art, New York
- 1969: Aaron Siskind, Photographer, National Gallery of Canada, Ottawa
- 1989: Siskind in the Collection, Muzeum moderního umění, New York
- 1999: Abstractions, Lee Gallery, Wincester
- 2000: Aaron Siskind: Between A Rock & A High Place, Robert Mann Gallery, New York
- 2003: Aaron Siskind - From Chicago to Providence, 1951–91, The RISD Museum, University of Rhode Island, Providence
- 2003: Aaron Siskind 100, Robert Mann Gallery, New York
- 2003: Aaron Siskind at 100, Princeton University Art Museum, Princeton
- 2003: In Conversation: A Centennial Exhibition of Photographs by Aaron Siskind, Whitney Museum of American Art, New York
- 2004: Aaron Siskind: Centennial Celebration, Museum of Fine Arts Houston, Houston
- 2006: Aaron Siskind, Galerie Berinson, Berlín